# Rhinella schneideri
Espèce
Synonymes
- Bufo schneideri Werner, 1894
- Bufo paracnemis Lutz, 1925
- Bufo pisanoi Casamiquela, 1967

Statut de conservation UICN

 LC  : Préoccupation mineure
Rhinella schneideri ou Crapaud cururu est une espèce d'amphibiens de la famille des Bufonidae. Cette espèce fut longtemps classée parmi le genre Bufo sous le nom de Bufo schneideri.

## Répartition
Cette espèce se rencontre jusqu'à 2 000 m d'altitude, :
- dans le nord de l'Argentine dans les provinces de Misiones, de Corrientes, du Chaco, d'Entre Ríos, de Formosa, de Jujuy, de Salta, de Santiago del Estero, de Córdoba, de Santa Fe et de Tucumán ;
- en Bolivie dans les départements de Beni, de Cochabamba, de Chuquisaca, de Santa Cruz et de Tarija ;
- dans l'est du Brésil de l'État du Ceará à l'État du Rio Grande do Sul ;
- au Paraguay ;
- en Uruguay dans les départements d'Artigas, de Salto, de Paysandú, de Río Negro et de Soriano.

## Description
Les mâles mesurent jusqu'à 180 mm et les femelles jusqu'à 250 mm.

## Étymologie
Cette espèce est nommée en l'honneur de Gustav Schneider (1834–1900).

## Au zoo
La Ménagerie du Jardin des plantes détient au moins 2 spécimens de Rhinella schneideri(05/2015), probablement un couple. Ils sont maintenus dans un grand terrarium.

## Galerie

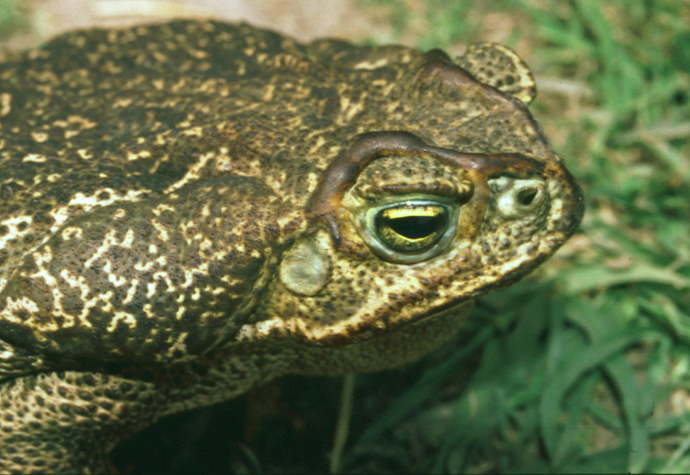
Rhinella schneideri
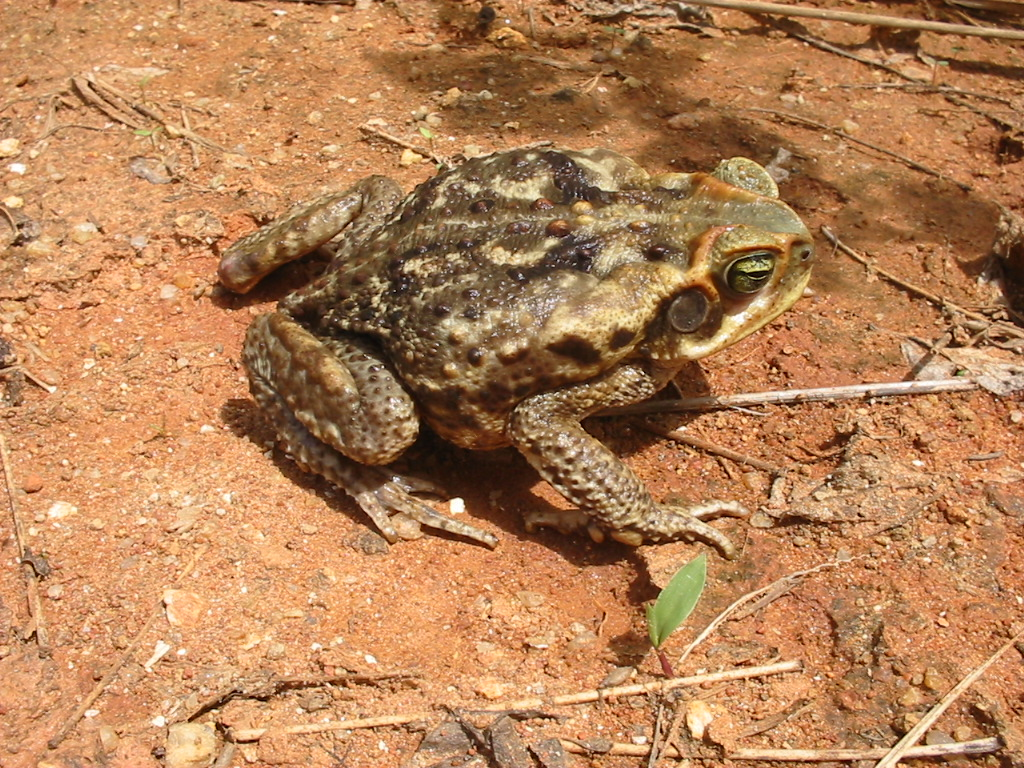
Rhinella schneideri
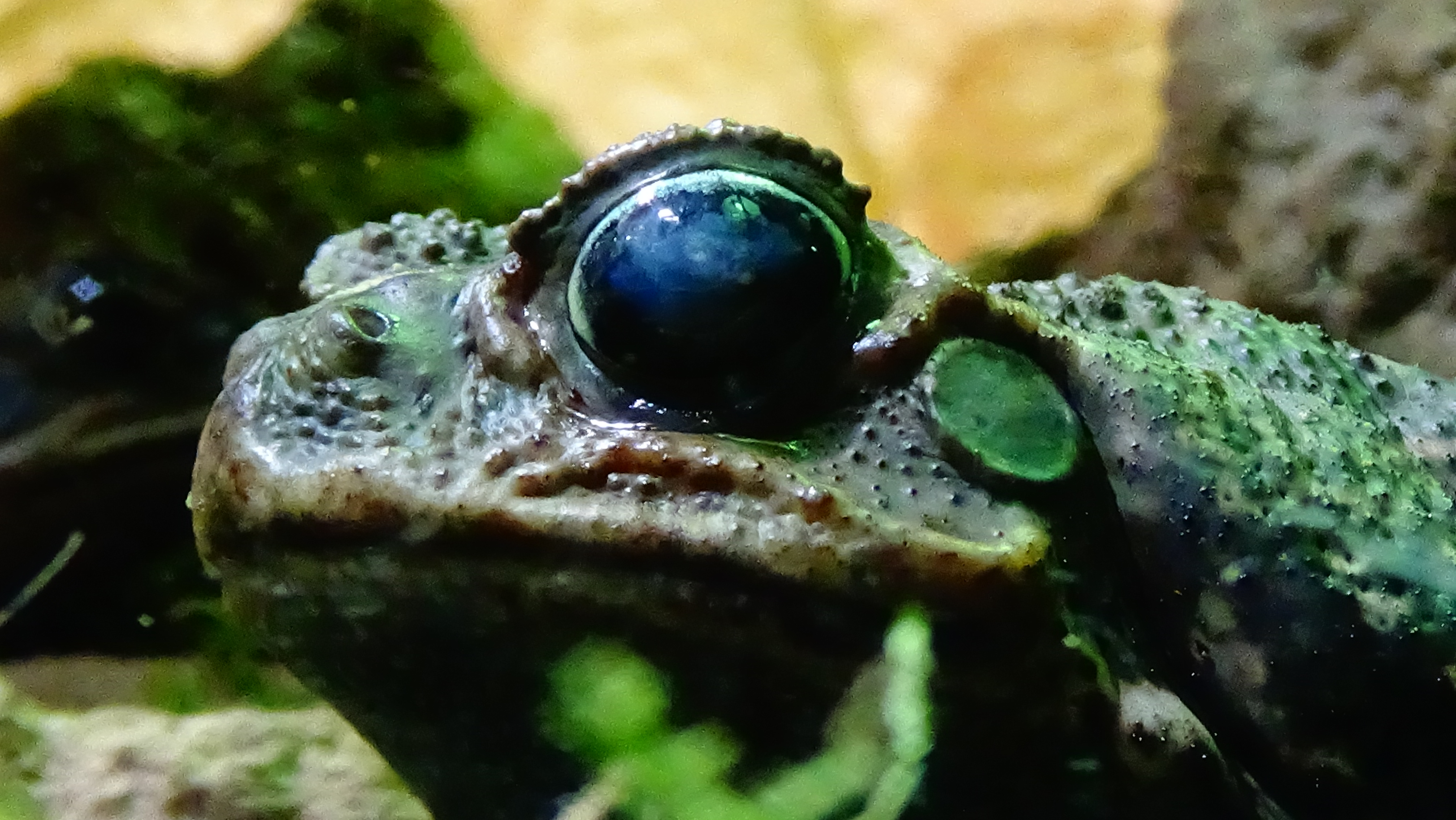
Ménagerie du Jardin des plantes
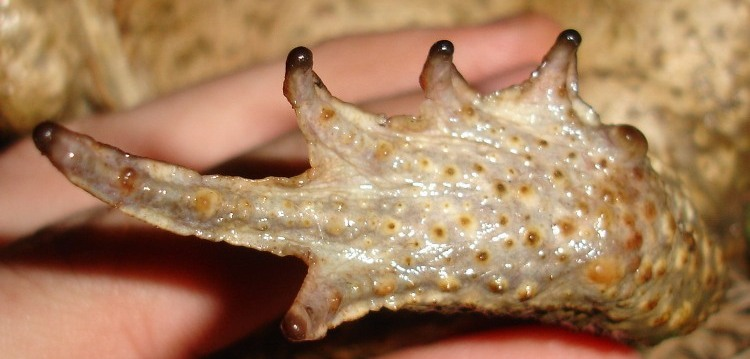
Pâte

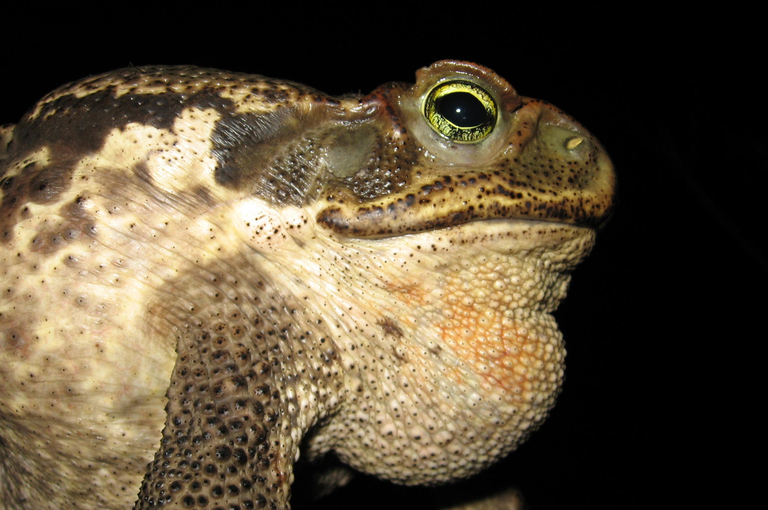
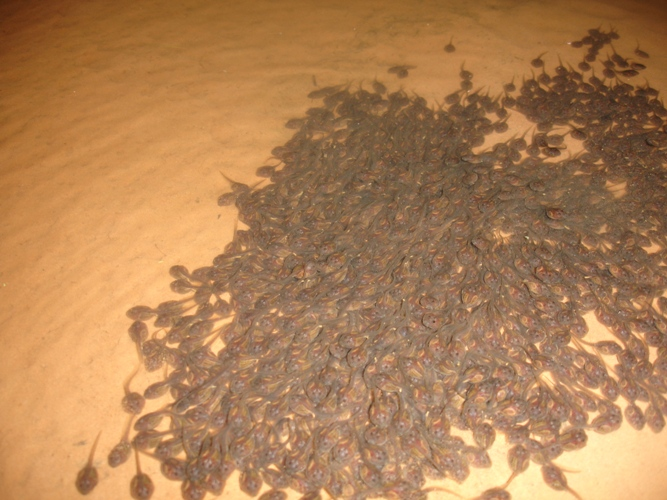
Têtards
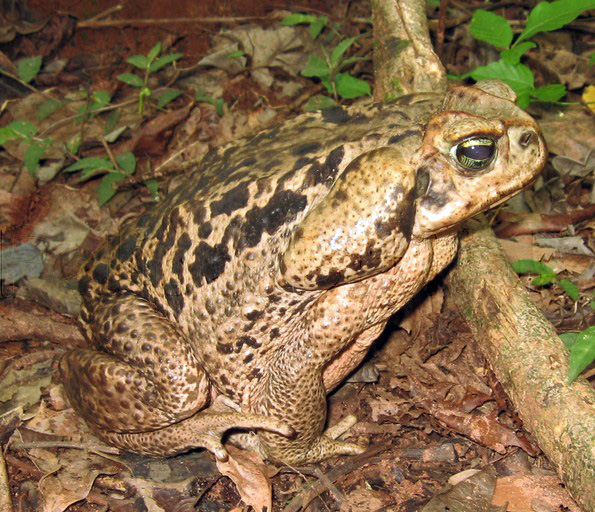
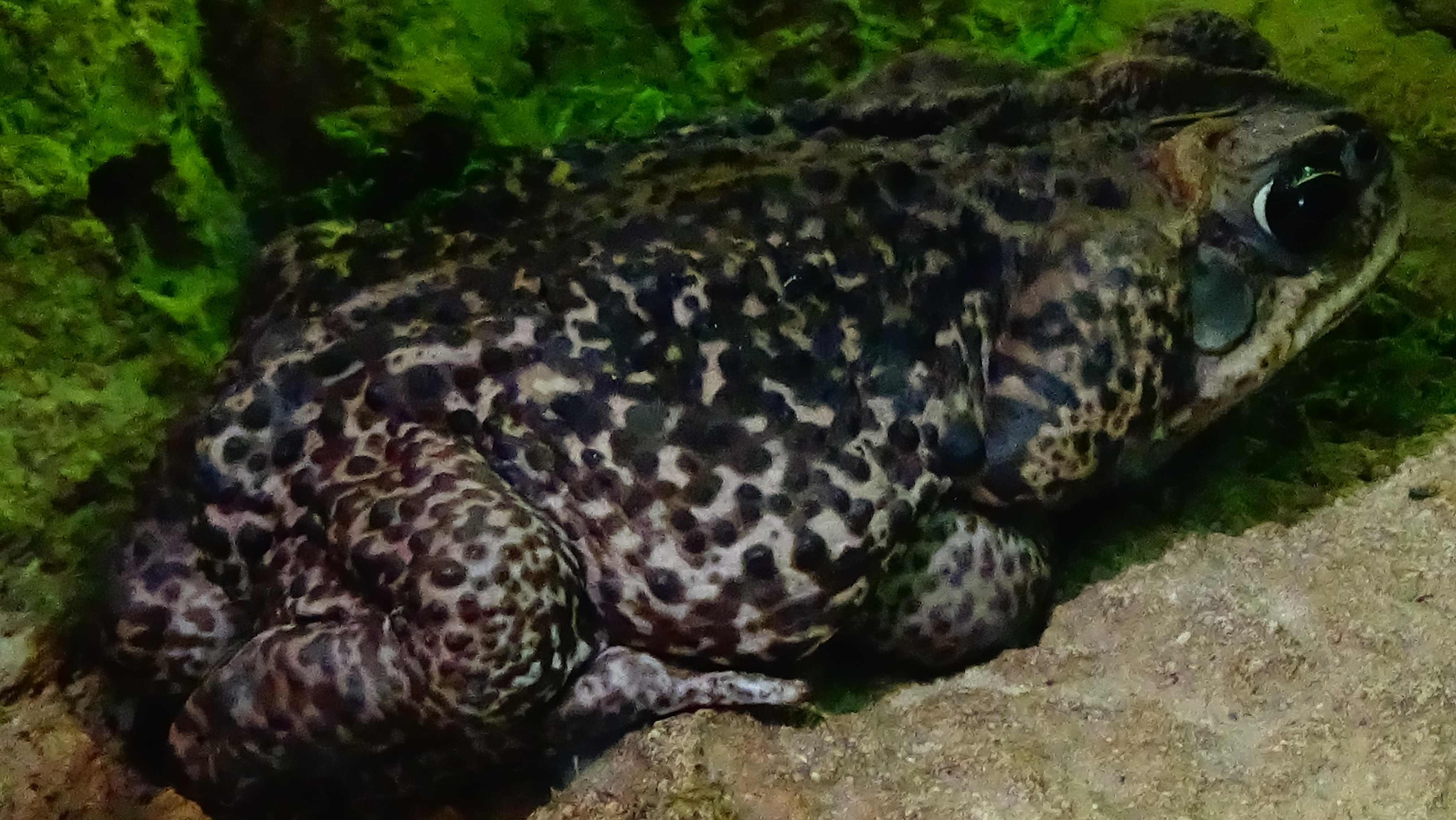
Ménagerie du Jardin des plantes
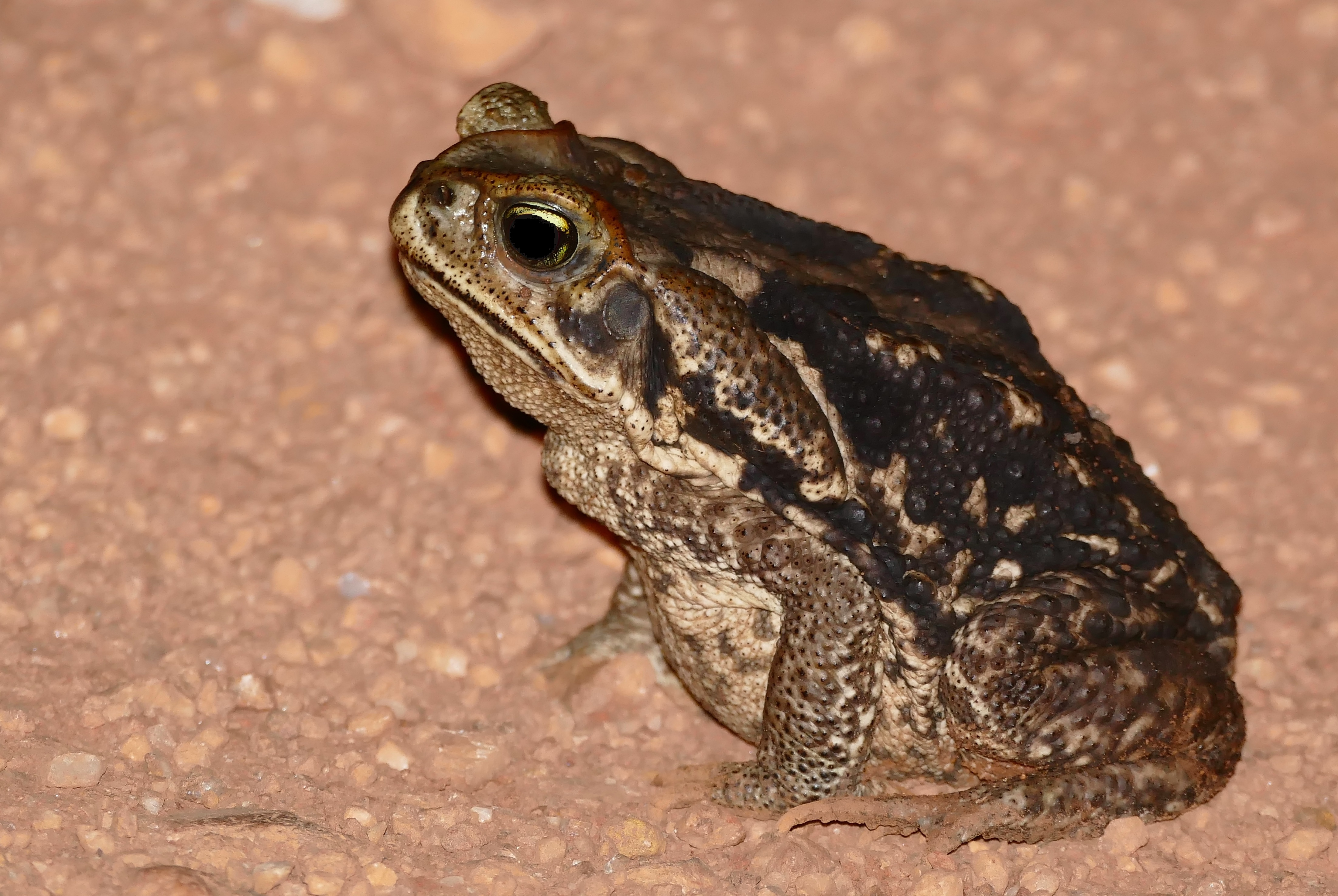
Mato Grosso, Brésil

## Publication originale
- Werner, 1894 : Herpetologische Nova. Zoologischer Anzeiger, vol. 17, p. 410-415 (texte intégral).